# Hayley Westenra

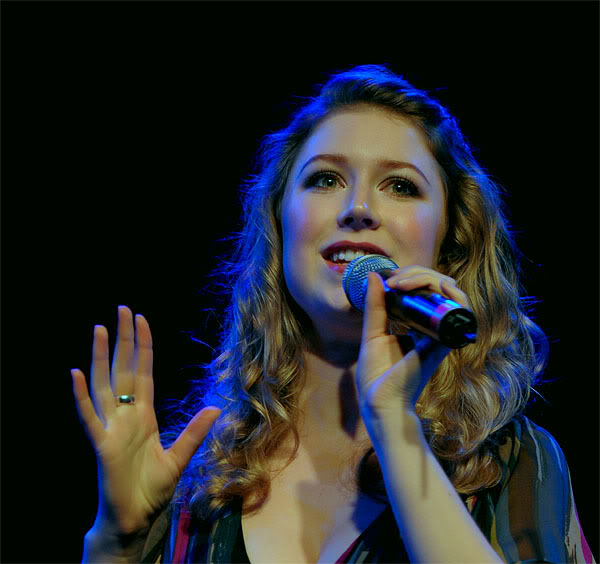
Hayley Westenra w 2009 roku

Hayley Dee Westenra (ur. 10 kwietnia 1987 w Christchurch, Nowa Zelandia) – artystka solowa, autorka tekstów piosenek, ambasador dobrej woli UNICEF.
Jej pierwszy album Pure wydany na całym świecie, znalazł się na pierwszym miejscu brytyjskich list przebojów muzyki poważnej w 2003 i został sprzedany w ilości ponad 2 mln egzemplarzy na całym świecie. Westenra otrzymała liczne nagrody za osiągnięcia muzyczne, nie tylko w Nowej Zelandii. W listopadzie 2008 została okrzyknięta "wykonawcą roku muzyki poważnej" przy dorocznych nagrodach Klubu rewiowego w Londynie. Album Pure jest najszybciej sprzedającym się albumem muzyki poważnej do chwili obecnej.
Westenra została międzynarodową gwiazdą w wieku 16 lat, kiedy został wydany jej pierwszy międzynarodowy album. Od sierpnia 2006 Hayley występuje z irlandzkim zespołem Celtic Woman.
Westenra ma holendersko-irlandzkie korzenie. Jej rodzice, Jill i Gerald Westenra, mają dwójkę innych dzieci - Sophie oraz Isaaca. Jej rodzina ma wiele wspólnego z muzyką: babcia Shirley Ireland była piosenkarką, a dziadek pianistą i czasem grał na akordeonie. Pierwsze występ Hayley miał miejsce gdy, mając 6 lat, zagrała w przedstawieniu szkolnym "Little Star". Po widowisku, nauczyciel, który obejrzał przedstawienie, podszedł do jej rodziców i powiedział im, że ich córka jest obdarzona słuchem absolutnym. Nauczyciel zachęcał Westenrę, aby nauczyła się grać na instrumencie muzycznym w celu polepszenia swoich umiejętności muzycznych. Nauczyła się czytać nuty i grać na skrzypcach oraz fortepianie. Zaczęła chodzić na lekcje śpiewu i odkryła zamiłowanie do teatru muzycznego.
W 2013 wyszła za mąż za Arnauda Sabarda.

## Dyskografia
| Album        | Rok wydania |
| ------------ | ----------- |
| Pure         | 2003        |
| Odyssey      | 2005        |
| Treasure     | 2007        |
| Winter Magic | 2009        |
| Paradiso     | 2011        |
| Hushabye     | 2013        |